# Santiago Gentiletti
Santiago Juan Gentiletti Selak (Güdeken, 9 januari 1985) is een Argentijns voetballer die doorgaans als centrale verdediger speelt. Hij tekende in juli 2016 een contract bij Genoa, dat hem overnam van SS Lazio.

## Clubcarrière
Gentiletti speelde in Argentinië voor Gimnasia de La Plata, Provincial Osorno, O'Higgins en Argentinos Juniors. In 2011 trok hij naar het Franse Brest. Reeds na één jaar keerde de centrumverdediger terug naar zijn vaderland, waar hij bij San Lorenzo tekende. In 2014 trok de Argentijn naar het Italiaanse SS Lazio, nadat hij de Copa Libertadores won met San Lorenzo. Op 18 augustus 2015 speelde hij zijn eerste wedstrijd in het shirt van de Romeinse club in de voorronde van de UEFA Champions League tegen Bayer Leverkusen. Op 14 september 2015 debuteerde Gentiletti in de Serie A, thuis tegen AC Cesena.

## Erelijst
| Competitie                          |                    |                    |                    |                    |
| Competitie                          | Aantal             | Jaren              |                    |                    |
| Argentinos Juniors                  | Argentinos Juniors | Argentinos Juniors | Argentinos Juniors | Argentinos Juniors |
| ----------------------------------- | ------------------ | ------------------ | ------------------ | ------------------ |
| Primera División (Winnaar Clausura) | 1x                 | 2010               |                    |                    |
| San Lorenzo                         |                    |                    |                    |                    |
| Copa Libertadores                   | 1x                 | 2014               |                    |                    |
| Primera División (Winnaar Apertura) | 1x                 | 2013               |                    |                    |